# Адријана
Адријана је име словенског порекла. Познати људи са овим именом су:
- Адријана Делић (1996), српска фудбалерка
- Адријана Кнежевић (1987), српска кошаркашица
- Адријана Красники (1997), шведска певачица албанско-македонског порекла
- Адријана Лекај (1995), косовско-хрватска тенисерка
- Адријана Мори (2000), словеначки фудбалер
- Адријана Пуповац (1984), српска политичарка
- Адријана Хоџић (1975), политичарка са Косова и Метохије